# Carlos Espá
 Alfonso Carlos Espá Garcés-Alvear (Lima, 1960) es un abogado, periodista y columnista peruano.

## Trayectoria
Es abogado por la Pontificia Universidad Católica del Perú, obtuvo un máster en Ciencias Políticas por The American University. Además, es miembro de la Pi Alpha Sigma National Political Science Honor Society.
Ha trabajado como periodista en los periódicos La Prensa, El Comercio, la revista Oiga, RPP y en los canales de televisión Panamericana, Monitor, Global Televisión, América Televisión y Voz de América.
Espá trabajó en el programa Cuarto poder, de América Televisión, desde el año 2002 hasta su renuncia en 2004, tras un incidente con el entonces presidente de la república, Alejandro Toledo. Durante una llamada telefónica en vivo, el presidente calificó a Espá como «cobarde» después de la emisión de un reportaje controvertido sobre la recolección de firmas en su partido político, inicialmente conocido como País Posible y posteriormente renombrado como Perú Posible. Este suceso llevó a la renuncia de Espá y de todo el equipo periodístico.
Tras su salida de Cuarto poder, Espá fue seleccionado para participar en un programa televisivo de corta duración transmitido por TV Perú, en el contexto de la V Cumbre América Latina, el Caribe y la Unión Europea, que tuvo lugar en el año 2008.
En el año 2022, creó el Partido SiCreo, el cual fue inscrito el año 2024.